# روبرت ناغل
روبرت ناغل (بالإنجليزية: Robert Nagle)‏ هو بواق أمريكي، ولد في 29 سبتمبر 1924، وتوفي في 5 يونيو 2016.